# Herzog & de Meuron
Herzog & de Meuron Architekten, BSA/SIA/ETH (HdM) er et schweizisk arkitektfirma med hovedsæde i Basel. Firmaet er grundlagt i 1978 af arkitekterne Jacques Herzog og Pierre de Meuron fra Basel.
Firmaet er verdenskendt for bl.a. bygningsværker som Tate Modern i London og Allianz Arena i München og ikke mindst Beijing Nationalstadion ("Fuglereden"), opført til de Olympiske Lege i 2008.
Herzog & de Meuron forklarer selv deres arkitektoniske strategi som forførelse. Forføreren beruses af tekstilers knitren, af lys og bevægelser. På samme måde vil arkitekterne beruse ved materialernes spil med og mod hinanden. Herzog & de Meuron har tegnestue i Basel i Schweiz, og den har gennem de seneste årtier slået sit navn fast som en af verdens førende tegnestuer med sin egen distinkte profil.